# Người đàn bà và con chó nhỏ (phim)
Người đàn bà và con chó nhỏ (tiếng Nga: Дама с собачкой) là một bộ phim tâm lý, có phần lãng mạn của đạo diễn Iosif Kheyfits, ra mắt lần đầu năm 1960.
Truyện phim dựa theo truyện ngắn cùng tên của nhà văn Anton Chekhov.

## Nội dung
Jjbvkgo

## Diễn viên
- Iya Savvina... Anna Sergeyevna
- Aleksey Batalov... Dimitry Gurov
- Nina Alisova... Bà Gurova
- Panteleymon Krymov... von Didenitz
- Yury Medvedev
- Vladimir Erenberg
- Yakov Gudkin
- D.Zebrov... Frolov
- Maria Safonova... Natasha
- G.Barysheva
- Zinayda Dorogova
- Kirill Gun
- Mikhail Ivanov
- G.Kurovsky
- Svetlana Mazovetskaya
- Aleksandr Orlov
- Pavel Pervushin
- T.Rozanov
- Lev Stepanov
- Yury Svirin

## Ê-kíp
- Thiết kế sản xuất: Isaak Kaplan, Berta Manevich
- Âm thanh: Arnold Shargorodsky